# Resolució 1091 del Consell de Seguretat de les Nacions Unides
La Resolució 1091 del Consell de Seguretat de les Nacions Unides fou adoptada el 13 de desembre de 1996 en una sessió privada en la que el Consell reconeixia les contribucions del Secretari General sortint Boutros Boutros-Ghali, el període del qual acabaria el 31 de desembre de 1996.
El Consell de Seguretat reconeixia el paper que Boutros Boutros-Ghali havia exercit a conduir l'organització compliment de les funcions que li encomana la Carta de les Nacions Unides. També reconeixia els seus constants esforços per trobar solucions justes i duradores a diverses controvèrsies i conflictes a tot el món i encomiava les reformes que ha iniciat i les moltes propostes que ha formulat sobre la reestructuració i l'enfortiment del paper i el funcionament del sistema de les Nacions Unides.
La resolució reconeix la contribució de Boutros Boutros-Ghali a la pau, la seguretat i el desenvolupament internacionals, els esforços realitzats per resoldre problemes internacionals i la seva obstinació a atendre a les necessitats humanitàries, així com fomentar i estimular el respecte dels drets humans i les llibertats fonamentals de tots. Va concloure expressant apreciació per la seva dedicació als propòsits i principis consagrats en la Carta de les Nacions Unides i al foment de relacions d'amistat entre les nacions.
Va ser la segona vegada que una resolució del Consell de Seguretat va ser adoptada per aclamació.